# 도호리촌
도호리촌(砥堀村)은 효고현 간자키군에 있던 촌이다. 현재의 히메지시에 해당한다.

## 개요
가코가와정 남부에서 주로 주택가로 사용되는 지역이다.

## 역사
- 1889년 4월 1일 - 정촌제 시행에 의해 진토군 도호리촌이 성립하였다.
- 1896년 4월 1일 - 간자키군이 성립하여 소속이 변경되었다.
- 1933년 4월 1일 - 히메지시에 편입해, 동일 도호리촌은 폐지되었다.

## 교통

### 철도
- 철도성
  - 반탄선

## 참고문헌
- 가도카와 일본지명 대사전 28권 효고현